# Amplibuteo
Amplibuteo è un genere estinto di uccelli rapaci, appartenenti alla famiglia Accipitridae.